# Ulica Wróbla we Wrocławiu
Ulica Wróbla – ulica położona we Wrocławiu na osiedlu Gajowice w dawnej dzielnicy Fabryczna. Biegnie od ulicy Kruczej do alei gen. Józefa Hallera. Przypisana jest do niej droga gminna o długości 573 m o numerze 106337D. Pewną nietypowością tej ulicy jest fakt, iż składa się z trzech odcinków, z których środkowy przesunięty jest w osi względem pozostałych, przez co, aby przejechać z jednego odcinka ulicy na drugi, trzeba poruszać się fragmentem jednej z przecznic. Ulica przebiega przez obszar dzielnicy Południe podlegający ochronie w ramach gminnej ewidencji zabytków, szczególnie w zakresie historycznego układu urbanistycznego. Ponadto przy ulicy i w najbliższym otoczeniu położone są budynki oraz park również objęte ochroną w ramach wymienionej gminnej ewidencji zabytków.

## Historia
Historia obszaru, przez który przebiega ulica Wróbla, to historia Gajowic, dla których ważną datą jest rok 1868, kiedy to zostały one włączone w granice miasta. Początkowo istniała w tym rejonie główna droga biegnąca z Wrocławia na południe do wsi Gajowice.
W roku 1815 na terenie, który współcześnie otoczony jest ulicami: Bernarda Pretficza, Gajowicką, Sztabową i Wróblą, założono dla Gajowic cmentarz ewangelicki parafii św. Marii Magdaleny, później cmentarz komunalny. Już w 1937 przygotowano plan jego likwidacji i urządzenia na pozyskanym terenie parku. Nie został on jednak zrealizowany, a cmentarz istniał jeszcze po II wojnie światowej. Jego likwidację przeprowadzono w 1958 r., kiedy to przekształcono go w skwer. Swoją nazwę jako park im. gen. Mariana Langiewicza uzyskał w 2013 r.
Pomimo działań wojennych prowadzonych w trakcie II wojny światowej podczas oblężenia Wrocławia z 1945 r. i znacznych zniszczeniach istniejącej zabudowy Gajowic, przy samej ulicy Wróblej przeważa zachowana zabudowa przedwojenna z lat 20. XX wieku i przy północnym odcinku z lat 30. XX wieku (projekt ogólny 1931 r., projekty szczegółowe 1932 r. i późniejsza realizacja), a nowa, powojenna zabudowa to jedynie budynek mieszkalny przy ulicy Wróblej 8–14 i pawilon handlowo-usługowy przy ulicy Bernarda Pretficza 37.

## Nazwa
W swojej historii ulica nosiła następujące nazwy:
- Straße 129, do 22.12.1927 r.[12][13]
- Morgensternstraße, od 22.12.1927 r. do 1945 r.[12][14]
- Jutrzenki, 1945–1946, nazwa samowolna[12]
- Wróbla, od 1948 r.[6][12][15]

Niemiecka nazwa ulicy upamiętniała kolejno malarzy. Do roku 1929 odnosiła się do Christiana Morgensterna, urodzonego 29.09.1805 r. w Hamburgu, zmarłego 27.02.1867 r. Monachium, malarza i grafika, profesora akademii w Monachium . A od 1929 r. upamiętniała Karla Ernsta Morgensterna, urodzonego 14.09.1847 r. w Villa Morgenstern, zmarłego 9.11.1928 r. w Ścięgnach koło Karpacza, malarza i profesora Akademii Sztuk Pięknych we Wrocławiu. Współczesna nazwa ulicy – ulica Sztabowa – została nadana uchwałą Miejskiej Rady Narodowej z dnia 24.03.1948 r. nr 1065.

## Droga
Ulica Wróbla jest drogą publiczną, której nadano kategorię drogową – droga gminna. Droga ta ma przypisany numer 106337D (numer ewidencyjny drogi G1063370264011). Łączy ulicę Kruczą z aleją gen. Józefa Hallera. Jej długość wynosi 573 m. Jest drogą jednojezdniową, z ruchem dwukierunkowym. Nawierzchnia ulicy została wykonana na odcinku od ulicy Kruczej do ulicy Bernarda Pretficza z masy bitumicznej, a na pozostałych odcinkach jako brukowana z granitowej kostki kamiennej. Teren, przez który przebiega, leży na wysokości bezwzględnej od około 120,7 do 126,2 m n.p.m. Droga ta w niemal całości objęta jest strefą ograniczenia prędkości do 30 km/h. Wyjątkiem są skrzyżowania z ulicą Kruczą i aleją gen. Józefa Hallera. Wskazana jest w ramach wymienionej strefy dla ruchu rowerowego.

## Układ drogowy
Ulica biegnie od ulicy Kruczej do alei gen. Józefa Hallera. Jej przebieg nie jest ciągły, lecz składa się z trzech odcinków położonych nieliniowo, z przesunięciem odcinka środkowego względem pozostałych dwóch skrajnych odcinków. Aby więc przejechać drogą kołową całą ulicę, należy pomiędzy odcinkiem pierwszym i środkowym przejechać fragmentem ulicy Bernarda Pretficza, a dalej aby przejechać pomiędzy odcinkiem środkowym ulicy a odcinkiem trzecim, trzeba przejechać fragmentem ulicy Sztabowej. Dla pieszych i rowerzystów istnieje jednak połączenie na wprost ciągiem pieszo-rowerowym prowadzącym przez park. Ulica Wróbla łączy się z następującymi drogami:
| powiązanie                                                                  | kierunek               | droga | nr drogi                               | foto                   | objaśnienia                                              |
| odcinek pierwszy ulicy                                                      | odcinek pierwszy ulicy | odcinek pierwszy ulicy                                                                                    | odcinek pierwszy ulicy                 | odcinek pierwszy ulicy | odcinek pierwszy ulicy                                   |
| --------------------------------------------------------------------------- | ---------------------- | --- | -------------------------------------- | ---------------------- | -------------------------------------------------------- |
| skrzyżowanie                                                                | ← →                    | ulica Krucza                                                                                              | 105526D                                |                        | w prawo i w lewo (w prawo w górę początek ulicy Wróblej) |
| skrzyżowanie                                                                | ← →                    | ul. B. Pretficza                                                                                          | 105612D                                |                        |                                                          |
| odcinek środkowy ulicy połączenie między odcinkami ulicą Bernarda Pretficza |                        | |                                        |                        |                                                          |
| skrzyżowanie                                                                | ← →                    | ul. B. Pretficza                                                                                          | 105612D                                |                        |                                                          |
| skrzyżowanie                                                                | ← →                    | ul. Sztabowa                                                                                              | 105698D                                |                        | po prawej (w lewo ulica Wróbla)                          |
| odcinek końcowy ulicy połączenie między odcinkami połączenie ulicą Sztabową |                        | |                                        |                        |                                                          |
| skrzyżowanie                                                                | ← →                    | ul. Sztabowa                                                                                              | 105698D                                |                        | na wprost (w lewo ulica Wróbla)                          |
| skrzyżowanie                                                                | ← →                    | aleja gen. Józefa Hallera (obwodnica śródmiejska) droga główna ruchu przyspieszonego torowisko tramwajowe | Droga krajowa nr 5 droga krajowa nr 94 |                        |                                                          |

## Położenie i otoczenie
Ulica Wróbla przebiega przez obszar osiedla Gajowice, w dawnej dzielnicy Fabryczna. Obszary obu osiedli należą do jednostki urbanistycznej Śródmieście Południowe.
Część miasta, przez którą przebiega ulica, zaliczana jest do obszarów zabudowy osiedli kameralnych, położonych w centralnej jego części, których źródło układu urbanistycznego i zagospodarowania oparte jest na funkcjach mieszanych sięgających XIX wieku lub okresów wcześniejszych. Takie obszary cechują się umiarkowaną gęstością zaludnienia oraz wysoką intensywnością wykorzystania terenu. Sam układ urbanistyczny jest uznawany za bardzo czytelny, oparty jest na blokach urbanistycznych wykreowanych w oparciu o geometrycznie ułożone kwartały uliczne z funkcją reprezentacyjną skierowaną na zewnątrz bloku i funkcją użytkową skierowaną do wnętrza takiego bloku. Pierwotnie dominująca jest zabudowa pierzejowa wzdłuż ulic, choć późniejsza zabudowa powstała na wolnych terenach po usunięciu zniszczonych podczas II wojny światowej obiektów często zrywa z takim układem rozmieszczenia budynków, a kształtując układ nowej zabudowy w oparciu o swobodne zasady modernizmu. W ramach zabudowy oprócz funkcji mieszkalnej występują także obiekty handlowe, usługowe i inne obiekty, w tym użyteczności publicznej. Są to więc obszary o silnie wykształconym i zróżnicowanym systemie funkcjonalno-przestrzennym, zaopatrzone w infrastrukturę społeczno-usługową i bogatym programie funkcjonalnym.
Ulica przebiega przez obszary o zdefiniowanym dostępie do infrastruktury komunikacyjnej miasta, ocenianym na poziomie stopnia III – bardzo korzystny dostęp. Taka ocena dostępności komunikacyjnej występuje mimo tego, że ulicą Wróblą nie prowadzą jakiekolwiek linie komunikacyjne w ramach wrocławskiej, miejskiej komunikacji zbiorowej. Takie linie prowadzą natomiast ulicą Gajowicką i Kruczą (komunikacja autobusowa) oraz aleją Józefa Hallera (komunikacja autobusowa i tramwajowa) .

## Zabudowa i zagospodarowanie
Zabudowa przy ulicy Wróblej obejmuje budynki mieszkalne, wieloklatowe domy wielorodzinne (współczesne oraz przedwojenne), pojedyncze, rozproszone lokale handowo-usługowe znjadujące się w wymienionych budynkach i jeden niewielki obiekty stricte hadnowo-usługowy. Dominuje zabudowa pierzejowa. Ciągłe, nieprzerwane pierzeje wskazane budynki, w powiązaniu także z pierzejami niektórych przecznic, tworzą przy wszystkich trzech odcinkach ulicy po stronie zachodniej oraz przy odcinku ulicy od ulicy Sztabowej do alei gen. Józefa Hallera po stronie wschodniej. Natomiast od ulicy Kruczej po stronie wschodniej pierzeja ciągła sięga jedynie numeru 6. Dalej znajduje się wolnostojący, współczesny budynek mieszkalny i wspomniany obiekt handlowo-usługowy, w którym między innymi zlokalizowany jest sklep sieci Biedronka. Stronę wschodnią odcinka ulicy od ulicy Bernarda Pretficza do ulicy Sztabowej zajmuje park. Ponieważ jak wyżej wskazano ulica przebiega przez tereny o wysokim stopniu ich wykorzystania, nie ma tu dużych terenów zielonych poza parkiem, tj. Park gen. Mariana Langiewicza, a pozostała zieleń to głównie nasadzenia przyuliczne, teren szkolny czy zieleń międzyblokowa.

## Zieleń
Obszary, przez które przebiega ulica, zaliczane są do terenów o bogatym systemie zieleni. W jego skład wschodzą skwery, zieleń półprywatna towarzysząca zabudowie mieszkaniowej, przyuliczne szpalery oraz historyczne założenia dawnych ogrodów i cmentarzy. Przy samej ulicy urządzone są szpalery drzew. Należy także zauważyć, że dzięki temu, iż część zabudowy osiedli mieszkaniowych położonych w rejonie tej ulicy została po zakończeniu II wojny światowej zachowana, to zachowała się także część historycznej, dawnej kompozycji zieleni. Natomiast przy powojennych obiektach powstawały liczne nowe nasadzenia.
W rejonie ulicy Wróblej znajdują się następujące tereny zieleni urządzonej:
| Obiekt                                                                                    | Powierzchnia, położenie, uwagi                                | foto |
| ----------------------------------------------------------------------------------------- | ------------------------------------------------------------- | ---- |
| aleja, szpalery                                                                           | początek ulicy ulica Krucza                                   |      |
| wnętrze przy ul. Kruczej                                                                  | strona zachodnia za budynkami przy ulicy Wróblej 1–15/17      |      |
| zieleń międzyblokowa przy ulicy Wróbla                                                    | strona zachodnia za budynkami przy ulicy Wróblej 23–37        |      |
| aleja, szpalery                                                                           | ulica Bernarda Pretficza                                      |      |
| Park gen. Mariana Langiewicza wcześniej cmentarz, następnie skwer ważne założenie zieleni | 13 856 m² strona wschodnia ochrona: gminna ewidencja zabytków |      |
| zieleń międzyblokowa przy ulicy Stopnickiej                                               | strona zachodnia za budynkami przy ulicy Wróblej 39–67        |      |
| zieleń międzyblokowa przy ulicy Wróbla i ulicy Gajowickiej                                | strona wschodnia za budynkami przy ulicy Wróblej 40–68        |      |
| aleja, szpalery                                                                           | koniec ulicy aleja gen. Józefa Hallera                        |      |

## Demografia
Ulica przebiega przez kilka rejonów statystycznych o umiarkowanym stopniu zaludnienia, przy czym dane pochodzą z 31.12.2022 r.
| Rejon statystyczny nr | Ilość osób zameldowanych | Gęstość zaludnienia [lud./km²] | położenie                                                        |
| --------------------- | ------------------------ | ------------------------------ | ---------------------------------------------------------------- |
| 930990                | 1 027                    | 17 339                         | od ulicy Kruczej do ulicy Bernarda Pretficza, obie strony        |
| 931000                | 1 138                    | 14 825                         | od ulicy Bernarda Pretficza do ulicy Sztabowej, obie strony      |
| 931010                | 1 032                    | 25 991                         | od ulicy Sztabowej do alei gen. Józefa Hallera, strona zachodnia |
| 931020                | 724                      | 19 149                         | od ulicy Sztabowej do alei gen. Józefa Hallera, strona wschodnia |

## Ochrona i zabytki
Ulica Wróbla przebiega przez obszar dzielnicy Południe podlegający ochronie jako założenie przestrzenne w ramach gminnej ewidencji zabytków, rodzaj ochrony: inny (karta obiektu niewpisanego do rejestru z 1.10.2015 r.). Ochronie podlega w szczególności historyczny układ urbanistyczny dzielnicy. Obszar ten wpisany jest do ewidencji jako historyczny układ urbanistyczny dzielnicy Południe we Wrocławiu, w rejonie alei generała Józefa Hallera i ulic: Powstańców Śląskich, Sztabowej oraz placu Powstańców Śląskich, który był kształtowany począwszy od XIII wieku (wzmianki) oraz od lat 80. XIX wieku do 1945 r. Stan jego zachowania ocenia się na dobry.
Przy ulicy oraz w bezpośrednim sąsiedztwie znajdują się następujące zabytki:
| strona                                                 | obiekt, adres                                                                   | powstanie, rodzaj ochrony, nr rej.                     | fotografia                                           |
| odcinek od ulicy Kruczej do ulicy Bernarda Pretficza   | odcinek od ulicy Kruczej do ulicy Bernarda Pretficza                            | odcinek od ulicy Kruczej do ulicy Bernarda Pretficza   | odcinek od ulicy Kruczej do ulicy Bernarda Pretficza |
| ------------------------------------------------------ | ------------------------------------------------------------------------------- | ------------------------------------------------------ | ---------------------------------------------------- |
| zachodnia                                              | budynek mieszkalny ulica Krucza 80–82                                           | około 1920 r. rodzaj ochrony: inny                     |                                                      |
| zachodnia                                              | budynek mieszkalny ulica Wróbla 1                                               | około 1934–1939 r. rodzaj ochrony: inny                |                                                      |
| zachodnia                                              | budynek mieszkalny ulica Wróbla 3–15/17                                         | około 1934–1939 r. rodzaj ochrony: inny                |                                                      |
| zachodnia                                              | budynek mieszkalny ulica Bernarda Pretficza 39–43                               | około 1920 r. gez, rodzaj ochrony: inny                |                                                      |
| wschodnia                                              | budynek mieszkalny ulica Krucza 74–78                                           | około 1920 r. rodzaj ochrony: inny                     |                                                      |
| wschodnia                                              | budynek mieszkalny ulica Wróbla 2–4                                             | około 1934–1939 r. rodzaj ochrony: inny                |                                                      |
| wschodnia                                              | budynek mieszkalny ulica Wróbla 6                                               | około 1934–1939 r. rodzaj ochrony: inny                |                                                      |
| odcinek od ulicy Bernarda Pretficza do ulicy Sztabowej |                                                                                 |                                                        |                                                      |
| zachodnia                                              | budynek mieszkalny ulica Wróbla 23–37, ulica Sztabowa 21                        | druga połowa lat 20. XX wieku rodzaj ochrony: inny     |                                                      |
| wschodnia                                              | Cmentarz ewangelicki, obecnie park im. gen. Mariana Langiewicza ulica Gajowicka | 1815 r. (1958 r. likwidacja) gez, rodzaj ochrony: inny |                                                      |
| odcinek od ulicy Sztabowej do alei gen. Józefa Hallera |                                                                                 |                                                        |                                                      |
| zachodnia                                              | budynek mieszkalny ulica Wróbla 39–43 (ulica Sztabowa 23)                       | druga połowa lat 20. XX wieku rodzaj ochrony: inny     |                                                      |
| zachodnia                                              | budynek mieszkalny ulica Wróbla 45–61                                           | druga połowa lat 20. XX wieku rodzaj ochrony: inny     |                                                      |
| zachodnia                                              | budynek mieszkalny ulica Wróbla 63–67                                           | druga połowa lat 20. XX wieku rodzaj ochrony: inny     |                                                      |
| zachodnia                                              | budynek mieszkalny aleja gen. Józefa Hallera 41, 43, 43a, 45                    | lata 30. XIX wieku rodzaj ochrony: inny                |                                                      |
| wschodnia                                              | budynek mieszkalny ulica Wróbla 40–44 (ulica Sztabowa 25)                       | druga połowa lat 20. XX wieku rodzaj ochrony: inny     |                                                      |
| wschodnia                                              | budynek mieszkalny ulica Wróbla 46–62                                           | druga połowa lat 20. XX wieku rodzaj ochrony: inny     |                                                      |
| wschodnia                                              | budynek mieszkalny ulica Wróbla 64–68                                           | druga połowa lat 20. XX wieku rodzaj ochrony: inny     |                                                      |
| wschodnia                                              | budynek mieszkalny aleja gen. Józefa Hallera 39 (ulica Wróbla 70)               | lata 30. XIX wieku rodzaj ochrony: inny                |                                                      |

## Baza TERYT, EMUiA
Dane Głównego Urzędu Statystycznego z bazy TERYT, spis ulic (ULIC):
- województwo: DOLNOŚLĄSKIE (02)
- powiat: Wrocław (0264)
- gmina/dzielnica/delegatura: Wrocław (0264011) gmina miejska; Wrocław-Fabryczna (0264029) delegatura
- Miejscowość podstawowa: Wrocław (0986283) miasto; Wrocław-Fabryczna (0986290)[102]
- kategoria/rodzaj: ulica
- Nazwa ulicy: ul. Wróbla (22098)[19][102].

## Znaczenie ulicy oraz elementów otoczenia
Współcześnie ulicę ocenia się za istotną dla spójności przestrzeni publicznej osiedla i korytarz ruchu rowerowego (przy czym dotyczy to ciągu komunikacyjnego obejmującego kolejno: odcinek ulicy Wróblej od ulicy Kruczej do ulicy Bernarda Pretficza, ciąg pieszo-rowerowy przebiegający przez Park gen. Mariana Langiewicza i odcinek ulicy Wróblej od ulicy Sztabowej do alei gen. Józefa Hallera; odcinek ulicy Wróblej od ulicy Bernarda Pretficza do ulicy Sztabowej nie jest klasyfikowany w tym zakresie). W kwestii przestrzeni publicznych wszystkie ulice otaczające park im. gen. Mariana Langiewicza, w tym odcinek ulicy Wróblej od ulicy Bernarda Pretficza do ulicy Sztabowej, tworzą lokalne centrum, a ulica Bernarda Pretficza pełni także funkcję łącznika międzyosiedlowego. W ramach powyższych przestrzeni lokalnych wyróżniającym się jest ważna przestrzeń publiczna placu lub skrzyżowania: skrzyżowanie ulicy Bernarda Pretficza z ulicą Wróbla. Do miejsc i obiektów podnoszących rozpoznawalność oraz orientację w przestrzeni zalicza się park im. gen. Mariana Langiewicza. Duże znaczenie ma aleja gen. Józefa Hallera, która jest drogą główną ruchu przyspieszonego i stanowi ona przestrzeń o charakterze ogólnomiejskim.